# 東京教育大学
東京教育大学（とうきょうきょういくだいがく、英語: Tokyo University of Education）は、東京都文京区に本部を置いていた日本の国立大学である。1949年に設置され、1978年に廃止された。大学の略称は東京教大（とうきょうきょうだい）、東教大（とうきょうだい）、教育大（きょういくだい）。名称に「教育」とあるが5学部からなる総合大学であった。
1978年に閉学し、筑波大学（茨城県つくば市に所在）の母体となった。同窓会は茗渓会である。
東京高等師範学校側の要請により、大学の運営と引き換えに「教育」の名を使った。その名前の影響により大学になってからも多くの中学校・高等学校を中心とした各教科の教員を輩出してきた。一方で、研究者や民間企業・公務員など進路は多様化した。

## 沿革

### 前身
東京文理科大学・東京高等師範学校
- 当初、東京高等師範学校は師範学校と称し、明治5年5月29日（1872年7月）に東京府第四大区五小区宮本町（東京市神田区宮本町、のちの千代田区外神田二丁目）の昌平黌（のちの湯島聖堂）移転跡地へ、小学校の授業の方式を授けるという目的で創設された[1]。翌年、東京師範学校となり、1879年（明治12年）、全科を予科、高等予科および本科に別け、1885年（明治18年）、東京女子師範学校（のちのお茶の水女子大学）を合併し、さらに体操伝習所を附属した。
- 1886年（明治19年）4月、官制により高等師範学校に改称し、1889年（明治22年）、東京教育博物館（のちの国立科学博物館）を附属し（のち1915年（大正4年）に分離）、1893年（明治26年）、東京音楽学校（東京芸術大学の前身の一つ）を附属し（のち1899年（明治32年）に分離）、1896年（明治29年）、附属学校を附属中学校と附属小学校に分離し、1902年（明治35年）、広島高等師範学校が設置されるとともに東京高等師範学校に改称した。1903年（明治36年）、東京市小石川区大塚窪町（のちの文京区大塚三丁目）に移転した。
- 1929年（昭和4年）、勅令により高等師範学校官制が定められ、東京文理科大学に附属された。組織としては、学科は文科（4部）、理科（3部）のほかに体育科が置かれ、いずれも修業年限は4箇年。ほかに研究科、専攻科、専修科、選科が置かれた。生徒の定員は900名。校長は、初代・諸葛信澄、以下、箕作秋坪、秋山恒太郎、伊沢修二、高嶺秀夫、山川浩、嘉納治五郎、矢田部良吉、澤柳政太郎、三宅米吉、大瀬甚太郎、森岡常蔵、河原春作、務台理作、杉村欣次郎その他。
- 附属小学校は1873年（明治6年）、附属中学校（旧制中学校）は1888年（明治21年）の設立である。

### 新制大学
- 1949年（昭和24年）
  - 5月31日
    - 以下の4校を包括し、新制東京教育大学が開学。文学部・理学部・教育学部・農学部・体育学部の5学部を設置。
      1. 東京文理科大学
      2. 東京高等師範学校
      3. 東京農業教育専門学校
      4. 東京体育専門学校

    - 東京高等師範学校附属小学校を編入し、東京教育大学附属小学校（のちの筑波大学附属小学校）と改称。
    - 東京高等師範学校附属中学校・高等学校を編入し、東京教育大学附属中学校・高等学校（のちの筑波大学附属中学校・高等学校）と改称。
    - 東京盲学校を編入し、翌1950年（昭和25年）4月に東京教育大学国立盲教育学校・同盲学校（のちの筑波大学附属視覚特別支援学校）と改称。
    - 東京聾唖学校を編入し、東京教育大学国立聾学校（のちの筑波大学附属聴覚特別支援学校）と改称。
    - 附属光学研究所を設立（のちの筑波大学物理工学系の基盤）。
- 1952年（昭和27年） - 東京農業教育専門学校附属中学校・高等学校を、東京教育大学附属駒場中学校・高等学校（のちの筑波大学附属駒場中学校・高等学校）として編入。
- 1953年（昭和28年） - 国立移管により、東京教育大学附属坂戸高等学校（のちの筑波大学附属坂戸高等学校）を設置。
- 1958年（昭和33年）4月1日 - 東京教育大学教育学部附属養護学校（のちの筑波大学附属桐が丘特別支援学校）を設置。
- 1960年（昭和35年）4月1日 - 附属中学校の特殊学級を分離・独立させ、東京教育大学附属大塚養護学校（のちの筑波大学附属大塚特別支援学校）を設置。
- 1969年（昭和44年） - 筑波移転反対闘争によるストライキの長期化を受け、文学部・理学部・教育学部・農学部の入学試験を中止。
- 1973年（昭和48年） - 文・理・体育の3学部で最後の学部学生入学。以降筑波大学各学群の開校に合わせ募集停止（73年10月筑波大開学、74年4月第1期生入学）。
  - 移行期間には筑波大学と東京教育大学は並存し、東京教育大学に入学した学部生は筑波大学に転校することなく東京教育大学の学生として卒業。
  - 文学部・理学部・体育学部は77年3月に、教育学部・農学部では78年3月に、定員が消滅。これに合わせ、学部・修士課程・博士課程の入学・卒業が図られた。
  - 定員が消滅後も、留年等の学生については1978年3月まで在学していた。なお1978年3月までに卒業できない場合は、東京教育大学を卒業するため必要であった課程の履修を引き続き筑波大学において行なうものとされた[2]。
  - スポーツ競技では、筑波大学の名の下に東京教育大学の学生も出場していた（その反対に東京教育大学の名の下で筑波大学の学生も出場していた）。
- 1978年（昭和53年）
  - 3月31日 - 閉学。
  - 4月1日 - 校地・附属施設が完全に筑波大学に移管される。「東京教育大学附属」は「筑波大学附属」に改称。

## 校章
東京教育大学の校章は「五三の桐葉型」である。この桐章は東京高等師範学校の附属小中学校（のちの筑波大附属小、同附属中・高）で1888年11月に校章として制定されたことに起源を持つ。これは明治天皇の行幸の際、皇室の御紋章である五七の桐章を校章に用いるようご沙汰を頂いたことによる。しかし五七の桐では不敬にわたることがあってはとの理由で五三の桐となった。

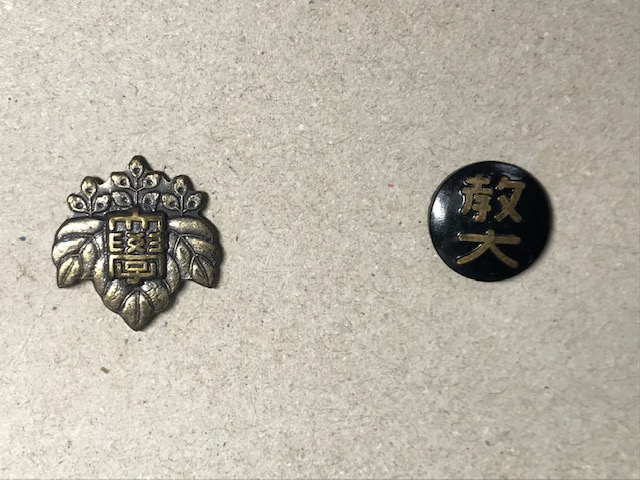
東京教育大学　五三桐バッジと教大の襟章

その後、母体である東京高師においても1903年に改定された「東京高等師範學校生從徽章」で制定され、1949年製作の東京教育大学学生バッジや、筑波大学のシンボルマークに受け継がれている。「桐紋」と呼ばれる図形は、菊花紋章と並んで日本国の伝統的な紋章および国章として用いられているが、同学の校章は花の部分のみ「蔭」で表現される独特なものである。

## 歴代学長
1949年5月31日 - 7月8日：柴沼直が学長事務取扱。
- 柴沼直（1949年7月9日 - 1956年6月25日）
1956年6月26日 - 7月17日：三輪知雄が学長事務取扱。
- 朝永振一郎（1956年7月18日 - 1962年7月17日）
- 三輪知雄（1962年7月18日 - 1968年7月17日）
- 三輪光雄（1968年7月18日 - 1969年1月16日）
1969年1月17日 - 1970年3月2日：宮島龍興が学長事務取扱。
- 宮島龍興（1970年3月3日 - 1974年3月2日）
- 大山信郎（1974年3月3日 - 1978年3月）

## キャンパス
東京教育大学には、次の3つの主要キャンパスがあった。
- 大塚キャンパス（現在は文京区立教育の森公園、筑波大学東京キャンパス、筑波大学附属小学校等）
文学部・理学部・教育学部
- 駒場キャンパス（現在は目黒区立駒場野公園、東京都立国際高等学校、大学入試センター等）
農学部
- 幡ヶ谷キャンパス（現在は渋谷区スポーツセンター等）
体育学部

## 教育研究組織

### 学部
一般教養の課程はなく、学生は入学の時点で、各学科または専攻に所属していた。
- 文学部
  - 哲学科
    - 哲学専攻
    - 倫理学専攻

  - 史学科
    - 史学方法論専攻
    - 日本史学専攻
    - 東洋史学専攻
    - 西洋史学専攻

  - 文学科
    - 国語国文学専攻
    - 漢文学専攻
    - 英語英文学専攻
    - アメリカ文学専攻（1965年創設）
    - ドイツ語ドイツ文学専攻
    - フランス語フランス文学専攻
    - 言語学専攻

  - 社会科学科
    - 社会学専攻
    - 法律政治学専攻
    - 経済学専攻
- 理学部
  - 数学科
  - 応用数理学科
  - 物理学科
  - 応用物理学科
  - 化学科
  - 生物学科
    - 動物学専攻
    - 植物学専攻

  - 地学科
    - 地理学専攻
    - 地質学鉱物学専攻
- 教育学部
  - 教育学科
  - 心理学科
  - 特殊教育学科
  - 芸術学科
    - 芸術学専攻
    - 絵画専攻（1957年までは絵画学専攻であった）
    - 彫塑専攻（1957年までは彫塑学専攻であった）
    - 書専攻（1957年創設、1957年までは書学専攻であった））
    - 構成専攻（1957年までは構成学専攻であった）
    - 工芸・工業デザイン専攻（1957年までは工芸建築学専攻であった）
- 農学部
  - 農学科
  - 農芸化学科
  - 農業工学科
    - 農業土木専攻
    - 農業機械学専攻

  - 林学科
    - 林学専攻
    - 木材工学専攻

  - 農村経済学科
  - 生物化学工学科
- 体育学部
  - 体育学科
  - 健康教育学科
  - 武道学科（1967年に創設）

### 大学院
- 文学研究科
- 理学研究科
- 教育学研究科
- 農学研究科
- 体育学研究科

## 研究所
- 光学研究所

## 附属学校
東京教育大学の附属学校は、師範学校(創設時には東京師範学校ではなく師範学校と呼称された)と同時に創設された附属小、東京高等師範学校時代に創設された附属中・高と、それら以外の戦後に設立・編入された各学校に分けられる。いずれも東京教育大学の閉学に伴い、筑波大学に移管された。
- 東京教育大学附属小学校
- 東京教育大学附属中学校・高等学校
- 東京教育大学附属駒場中学校・高等学校
- 東京教育大学附属坂戸高等学校
- 東京教育大学国立盲教育学校附属盲学校
- 東京教育大学附属聾学校
- 東京教育大学附属大塚養護学校（知的障害）
- 東京教育大学附属桐が丘養護学校（肢体不自由）

## 校地の変遷と継承
旧制以前のことは、ここでは省略する。旧制諸学校を参照されたい。
東京教育大学の母体となった東京高等師範学校と東京文理科大学は文京区大塚に、東京農業教育専門学校は目黒区駒場に、東京体育専門学校は渋谷区幡ヶ谷にあった。そこで、そのままに引き継ぐ形で、上記「キャンパス」に見られるように、3キャンパスにそれぞれの5学部が成立した。なお、教養部制をとらず、1年生でも専門課程を履修でき、4年生でも教養課程を履修できた。
筑波大学発足後は、東京教育大学が管理していた校地は、次のように変化している。
筑波大学が継承したもの
- 附属学校
- 演習林（長野県八ヶ岳、長野県川上村、静岡県静岡市井川）
- 岳東寮（山梨県山中湖畔、のちの筑波大学山中共同研修所）
- 北条寮（千葉県館山市、のちの筑波大学館山研修所）
- 北辰寮（新潟県石打丸山スキー場近く、筑波大学石打研修所を経て2013年9月30日に廃止[6]）
- 高原生物実験所（長野県真田町、のちの筑波大学菅平高原実験センター）
- 臨海実験所（静岡県下田市、のちの筑波大学下田臨海実験センター）
- 附属農場（保谷市）→筑波大学附属小学校保谷農園
- 附属農場（埼玉県坂戸市・鶴ヶ島市）→一部が筑波大学附属坂戸高等学校の農場の一部

筑波大学に継承されなかったもの
- 大塚キャンパス→文京区区立教育の森公園、筑波大学東京キャンパス文京校舎、放送大学東京文京学習センターに分割
- 駒場キャンパス→目黒区立駒場野公園、同駒場体育館、東京都立国際高等学校、大学入試センターに分割
- 幡ヶ谷キャンパス→渋谷区に譲渡。渋谷区スポーツセンター、同運動場、同フットサル、渋谷区総合ケアコミュニティ（介護等の複合施設）、ガールスカウト会館
- 光学研究所→社会保険中央総合病院

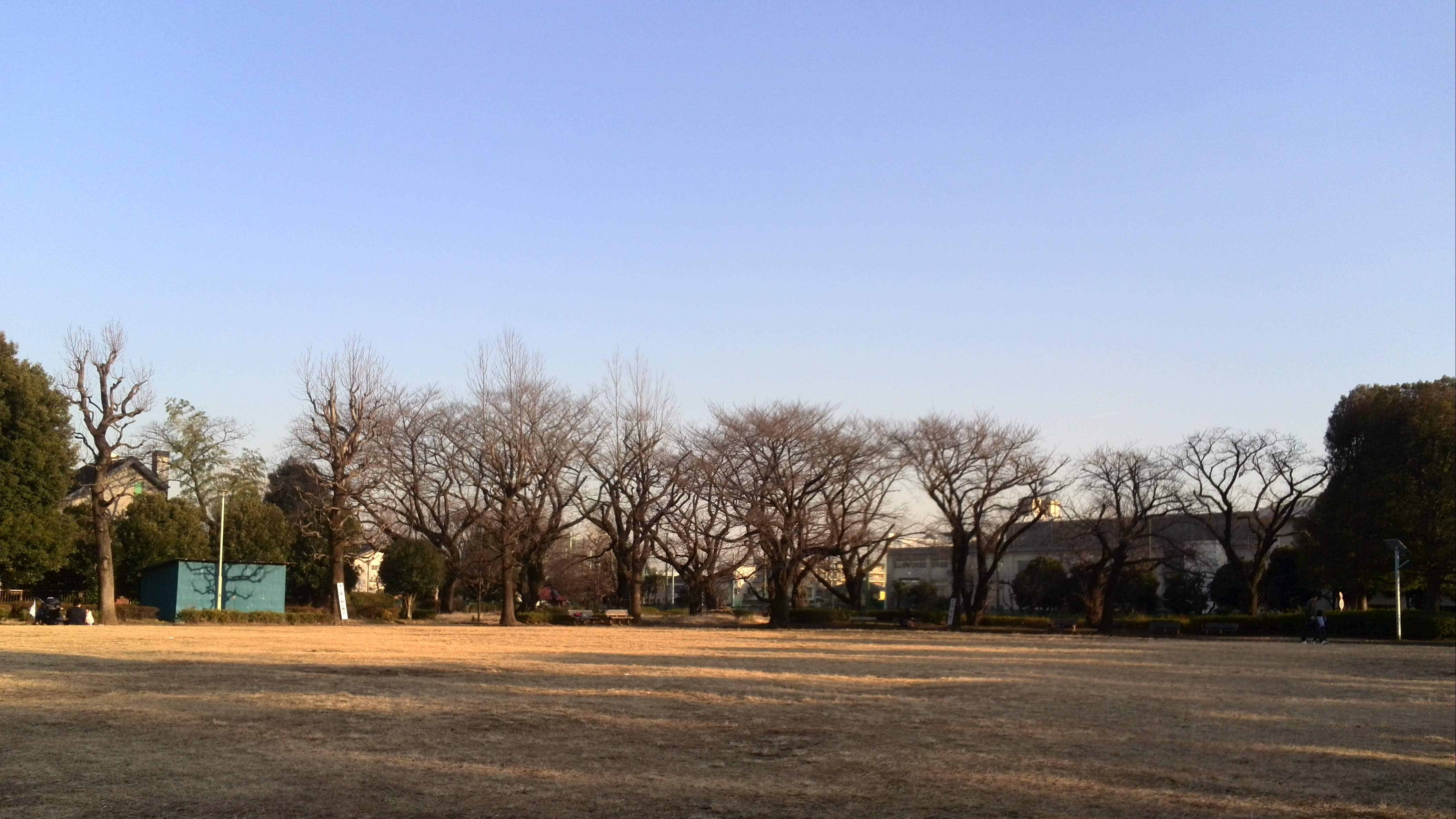
文理台公園（旧グラウンド）

- 桐花寮（板橋区・学生寮）→板橋区平和公園、区立高齢者住宅
- 保谷寮（西東京市保谷・学生寮ラグビー部と陸上競技部)→文理台公園
- 茗花寮（板橋区・女子学生寮）→筑波大学附属桐が丘特別支援学校の敷地の一部
- ラグビーグラウンド・400mトラック・体育学部生用学生寮→当時の保谷市に譲渡。西東京市文理台公園、市営住宅、明保中学（校地前部を市道に譲渡）、上水道ポンプ場
- 附属農場（世田谷区祖師谷）→都立祖師谷公園、祖師谷国際交流会館

## 関連文献
- 家永三郎著 『東京教育大学文学部 : 栄光と受難の三十年』 現代史出版会、1978年2月
  - 家永三郎著 『家永三郎集 第10巻 学問の自由 大学自治論』 岩波書店、1998年10月、ISBN 4000921304
- 『駒場八十年の歩み』 農学部閉学行事協賛会、1978年2月
- 『東京教育大学閉学記念誌 教育学部』 東京教育大学教育学部、1978年3月
- 茗溪会百年史編集委員会編 『茗溪会百年史』 茗溪会、1982年2月
- 茗体会百周年記念誌編集委員会編 『東京教育大学体育学部の歩み : 戦後体育の模索と探求』 茗体会、2015年11月